# Amtsgericht Rantzau

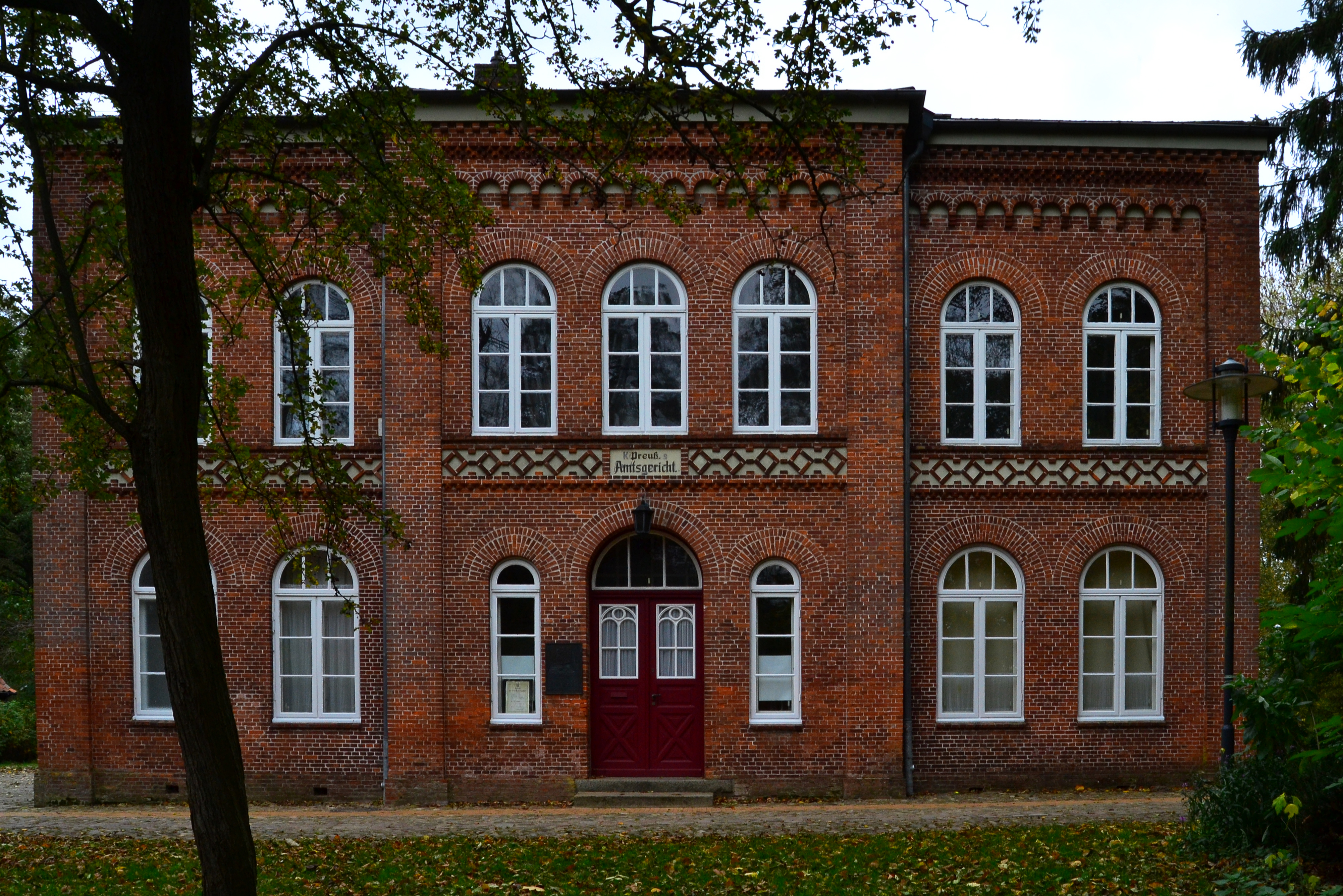
Ehem. Amtsgerichtsgebäude (2013)

Das Amtsgericht Rantzau war ein deutsches Amtsgericht mit Sitz auf der Schlossinsel Barmstedt.

## Geschichte
Mit der Annexion Schleswig-Holsteins wurden 1867 in der nunmehr preußischen Provinz fünf Kreisgerichte und das übergeordnete Appellationsgericht Kiel eingerichtet. Als Eingangsgerichte wurden Amtsgerichte geschaffen, darunter das Amtsgericht Rantzau als eines von 13 Amtsgerichten des Kreisgerichts Altona. Den Gerichtssprengel bildete der Verwaltungsbezirk Barmstedt und Hörnerkirchen. Mit dem Inkrafttreten des deutschen Gerichtsverfassungsgesetzes am 1. Oktober 1879 wurden reichsweit einheitlich Amts-, Land- und Oberlandesgerichte geschaffen. Das Amtsgericht Rantzau blieb bestehen und war nun dem Landgericht Altona (1938 als Landgericht Itzehoe nach Itzehoe verlegt) nachgeordnet. Sein Gerichtsbezirk umfasste nun aus dem Kreis Pinneberg den Fleckensbezirk Barmstedt, die Gemeindebezirke Bevern, Bilsen, Bokel, Bokelseß, Bokholt, Brande, Bullenkuhlen, Eckholt, Ellerhoop, Großendorf, Groß Offenseth, Heede, Hemdingen, Klein Offenseth, Kölln, Langeln, Lutzhorn, Osterhorn und Westerhorn sowie den Forstgutsbezirk Rantzau und aus dem Kreis Segeberg die Gemeindebezirke Alveslohe und Ellerau sowie den Gutsbezirk Kaden. Am Gericht bestand 1880 eine Richterstelle. Das Amtsgericht war damit ein kleines Amtsgericht im Landgerichtsbezirk.
Im Jahre 1975 wurde das Amtsgericht Rantzau aufgelöst.

## Amtsgerichtsgebäude
Das Amtsgerichtsgebäude wird heute als Museum der Grafschaft Rantzau genutzt.